# My Favorite Songs 〜Original Best〜
『My Favorite Songs 〜Original Best〜』（マイ・フェイバリット・ソングス オリジナル・ベスト）は、工藤静香の通信販売専用CD-BOX。2002年10月30日発売。発売元はポニーキャニオン。同日には、当時所属していたEXTASY RECORDSより、工藤静香初のカバー・アルバム『昭和の階段 Vol.1』がリリースされ、2商品並んで広告が掲載された媒体も存在する。

## 解説
1980年代・1990年代にポニーキャニオンから発表した個人名義の全音源より、工藤が好んでライヴ・ステージで披露した楽曲を厳選して収録したとされる、初のCD-BOX。
一般のCDショップでの販売はされておらず、ポニーキャニオンの公式インターネット・ショップ等で購入が出来る所謂「通販CD」である。
選曲は表立って工藤自身は携わっておらず、レコード会社主導作品である。
当CD-BOXのみ収録された未発表楽曲が存在。Disc.4ラストに収録された「life」であり、それを含んで全50曲が収録されている。
その50曲の内訳は、シングルA面曲が14曲・シングルのカップリング曲が7曲・オリジナル・アルバム収録曲が26曲・ベスト・アルバムに新曲として収録された曲が2曲、前述の未発表曲が1曲。シングルのカップリング曲のうち「Party」「Break」「in the sky」「Wish」は今回でアルバム初収録となった。

## 収録曲
| CD     | 1987年 - 1990年 | 1987年 - 1990年 |
| Disc.1 | 01. 禁断のテレパシー 02. 夢うつつジェラシー 03. 抱いてくれたらいいのに 04. 群衆 05. ワインひとくちの嘘 06. 裸爪のライオン 07. 黄砂に吹かれて 08. 丘の上の小さな太陽 09. 天使みたいに踊らせて 10. 嵐の夜のセレナーデ 11. 恋一夜 12. 素直に言って | シングルA面曲 JOY シングルA面曲 「MUGO・ん…色っぽい」C/W曲 ミステリアス 静香 シングルA面曲 カレリア JOY ミステリアス シングルA面曲 rosette                            |
| CD     | 1990年 - 1993年 | 1990年 - 1993年 |
| Disc.2 | 01. 慟哭 02. Superstition 03. my eyes 04. 捨てられた猫じゃないから 05. 腕の中のUniverse 06. ぼやぼやできない 07. 黄昏が夜になる 08. 絆 09. 恋模様 10. Mirageの虜 11. 千流の雫 12. きみが翼をひろげるとき 13. めちゃくちゃに泣いてしまいたい     | シングルA面曲 mind Universe Trinity mind Universe シングルA面曲 Trinity Best of Ballade "Empathy" unlimited rosette シングルA面曲 Rise me シングルA面曲               |
| CD     | 1993年 - 1997年 | 1993年 - 1997年 |
| Disc.3 | 01. Ice Rain 02. 僕よりいい人と… 03. Party 04. Moon Water 05. Door 06. Blue Rose 07. Venus 08. さぎ草 09. 翼を広げて 10. Break 11. そのあとは雨の中 12. I'm nothing to you                                                                      | シングルA面曲 Expose 「Ice Rain」C/W曲 シングルA面曲 「Blue Rose」C/W曲 シングルA面曲 Purple doing 「Blue Velvet」C/W曲 Rise me Expose                                |
| CD     | 1996年 - 1999年 | 1996年 - 1999年 |
| Disc.4 | 01. in the sky 02. 銀の爪 03. ZIGUZAGU 04. きらら 05. ずっと 06. Blue Velvet 07. glacier -氷河- 08. 例えば 09. THAT IS WHY 10. Wish 11. おたより 12. 激情 13. life                                                                              | 「きらら」C/W曲 DRESS 「Blue Zone」C/W曲 シングルA面曲 Full of Love シングルA面曲 I'm not DRESS Full of Love 「雪・月・花」C/W曲 DRESS シングルA面曲 未発表曲（新曲） |